# Цекки, Карло
Карло Цекки (итал. Carlo Zecchi; 8 июля 1903, Рим — 31 августа 1984, Зальцбург) — итальянский пианист и дирижёр.

## Биография
Учился в Риме, затем в Берлине у Ферруччо Бузони и Артура Шнабеля. В 1920 году дебютировал в качестве пианиста. Уже к концу 20-х гг. завоевал славу выдающегося пианиста. Гастролировал в Европе с 1922 г. Сердцевиной репертуара Цекки были произведения Шумана и Листа, а также ранняя итальянская музыка. 

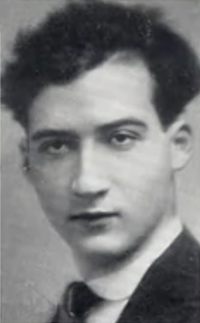
Карло Цекки в 1925 году (фото с концертной афиши)

После автомобильной аварии 1939 г. оставил сольную карьеру, но продолжал выступать как пианист в составе различных камерных ансамблей, в том числе в достаточно сложных партиях, — особенно известен дуэт Цекки с виолончелистом Энрико Майнарди. С 1941 года выступал как дирижёр-гастролер с крупнейшими оркестрами Европы, а также США, стран Южной Америки и Японии. Неоднократно концертировал в СССР, впервые как пианист в 1928 года, а как дирижёр в 1949 году. В 1964—1976 гг. возглавлял Венский камерный оркестр. Преподавал в римской музыкальной академии Санта-Чечилия и в зальцбургском Моцартеуме, в 1945—1947 гг. управляющий комиссар Консерватории имени Россини в Пезаро.